# Monthureux-sur-Saône
Monthureux-sur-Saône là một xã, nằm ở tỉnh Vosges trong vùng Grand Est của Pháp. Xã này có diện tích 19,02 km², dân số năm 1999 là 1004 người. Xã này nằm ở khu vực có độ cao trung bình 253 m trên mực nước biển.
Dân địa phương tiếng Pháp gọi là Monthurolais.

## Biến động dân số
| 1962                                         | 1968 | 1975 | 1982 | 1990 | 1999 | 2004 |
| -------------------------------------------- | ---- | ---- | ---- | ---- | ---- | ---- |
| 1085                                         | 1166 | 1156 | 1111 | 1065 | 1002 | 959  |
| Số liệu từ năm 1962: Dân số không tính trùng |      |      |      |      |      |      |